# Alessia Ghilardi
Alessia Ghilardi (Bergamo, 5 maggio 1979) è un'ex pallavolista italiana, di ruolo di libero.

## Carriera
La carriera di Alessia Ghilardi inizia nelle giovanili dell'Ornavasso, prima come schiacciatrice per poi essere convertita in libero. Nella stagione 2004-05 viene ingaggiata in Serie A2 dal Busto Arsizio.
Nell'annata 2005-06 si accasa al Flero, in Serie B1. Nella stessa categoria resta anche per la stagione 2006-07 con l'Ostiano, in quella 2007-08 con il Cadelbosco e in quella 2008-09 con il Santa Croce: tuttavia a metà campionato viene ceduta al River, in serie cadetta. Nell'annata 2009-10 gioca per il Busnago, sempre in Serie A2.
Nella stagione 2010-11 torna a vestire la maglia dell'Ornavasso, in Serie B1 con il quale conquista due promozioni consecutive: la prima al termine dell'annata 2011-12 dalla Serie B1 alla Serie A2 e la seconda al termine dell'annata 2012-13 dalla Serie A2 alla Serie A1, divisione in cui esordisce con lo stesso club per il campionato 2013-14.
Nella stagione 2014-15 difende nuovamente i colori del Flero, in Serie A1, per poi ritirarsi a metà campionato. Ritorna in campo a metà della stagione 2015-16 con il Pesaro, in Serie A2, dove resta per tre stagioni, ottenendo anche la promozione in Serie A1 al termine dell'annata 2016-17.
Per il campionato 2017-18 viene ingaggiata dalla VolAlto Caserta, in serie cadetta, conquistano una nuova promozione in Serie A1, dove milita con lo stesso club nella stagione 2019-20, terminando la propria carriera agonistica al termine del campionato.